# Николаевский сельский округ (Северо-Казахстанская область)
Николаевский сельский округ (каз. Николаев ауылдық округі) — административная единица в составе Есильского района Северо-Казахстанской области Казахстана. Административный центр — село Николаевка.
Население — 1741 человек (2009, 2276 в 1999, 3103 в 1989).

## История
Николаевский сельсовет образован 27 октября 1924 года. 12 января 1994 года постановлением главы Северо-Казахстанской областной администрации в существующих границах создан Николаевский сельский округ.

## Социальные объекты
В округе функционирует общеобразовательная школа, интернат, детский сад «Бобекжан», врачебная амбулатория.
Имеется школьная библиотека, сельская библиотека, музей при Николаевской средней школе. Представители этнокультурного объединения «Бірлік» организовали вокальную группу «Жидек».

## Состав
В состав округа входят такие населенные пункты:
| Населенный пункт | населения, человек (1989) | населения, человек (1999) | населения, человек (2009) |
| ---------------- | ------------------------- | ------------------------- | ------------------------- |
| Каратал, село    | 176                       | 200                       | 138                       |
| Николаевка, село | 2927                      | 2076                      | 1603                      |